# Uppdragspublicist
Uppdragspublicist kallas personer och företag som producerar publikationer på uppdrag av ett företag, en organisation eller en myndighet. Publikationen har ofta en klart uttalad målgrupp och ett speciellt syfte. Det kan vara en kundtidning, personaltidning, nyhetsbrev – i tryckt eller digital form – webbsidor, TV-produktioner etc – det som brukar kallas redaktionell kommunikation. Sveriges Uppdragspublicister, SU, är branschorganisation för svenska uppdragspublicister.